# Wojciech Tomczyk
Wojciech Tomczyk (ur. 12 kwietnia 1960 w Warszawie) – polski dramaturg, scenarzysta teatralny i filmowy, producent wykonawczy i krytyk filmowy.

## Życiorys
Dzieciństwo i młodość spędził na warszawskiej Pradze, gdzie ukończył VIII Liceum Ogólnokształcące im. Władysława IV. Absolwent Wydziału Wiedzy o Teatrze warszawskiej PWST (1983) oraz Studium Scenariuszowego PWSFTViT (1986).
W teatrze debiutował sztuką Wampir (inscenizacja teatralna zdobyła Nagrodę Ministra Kultury). Współautor wystawy w narodowym pawilonie polskim na wystawie światowej EXPO Hanower 2000. Autor wielu scenariuszy do filmów fabularnych, dokumentalnych, seriali oraz sztuk teatralnych.
Laureat m.in. Grand Prix festiwalu Dwa Teatry Sopot 2007 (za sztukę Norymberga) i nagrody Ministra Kultury i Dziedzictwa Narodowego za wybitne osiągnięcia w dziedzinie teatru – 2007. Norymberga została przełożona na angielski, niemiecki, bułgarski, rosyjski, białoruski, czeski, łotewski, ukraiński i estoński. Autor otrzymał za nią także Grand Prix za najlepszy tekst dramatyczny na IV Międzynarodowym Festiwalu Teatru Niezależnego – Białoruś 2008/2009. Jest także autorem sztuki Bezkrólewie (2011).
18 grudnia 2018 odebrał w Pałacu Rzeczypospolitej Nagrodę Literacką Skrzydła Dedala ufundowaną przez Bibliotekę Narodową. Otrzymał ją za wydany przez Teologię Polityczną i PIW tom Dramatów.
W 2019 odznaczony Krzyżem Kawalerskim Orderu Odrodzenia Polski za wybitne zasługi dla kultury polskiej, za osiągnięcia w pracy twórczej.
27 marca 2023 odznaczony Srebrnym Medalem „Zasłużony Kulturze Gloria Artis”
Wszedł w skład komitetu wspierającego kandydaturę Karola Nawrockiego na prezydenta RP w wyborach w 2025.

## Realizacje teatralne
- Wampir (miejsce premiery: Teatr Nowy im. Gustawa Morcinka w Zabrzu, data premiery: 18-10-2003)
- Norymberga (miejsce premiery: Teatr Narodowy w Warszawie, data premiery: 10-04-2006)
- Norymberga (miejsce premiery: VAT Teater w Tallinnie, data premiery: 18-04-2008)
- Norymberga (miejsce premiery: Teatr Polski w Bielsku-Białej, data premiery 18-09-2010)
- Komedia romantyczna (miejsce premiery: Teatr Powszechny w Łodzi, data premiery: 30-01-2010)
- Zły – według Leopolda Tyrmanda (miejsce premiery: Teatr Powszechny w Warszawie, data premiery 22-10-2010)
- Norymberga (miejsce premiery Teatr im. Juliusza Osterwy w Gorzowie Wielkopolskim, data premiery 31-03-2012)
- Norymberga (miejsce premiery: Teatr Daugvapilis w Rydze, data premiery 11.11.2013)
- Zaręczyny (miejsce premiery: Teatr Nowy w Zabrzu, data premiery 26.06.2015)

## Filmografia
- 1987: Rajski ptak – scenariusz, dialogi
- 1992: Czarne słońca – scenariusz
- 1993–1994: Bank nie z tej ziemi – scenariusz
- 1997–1998: Rodziców nie ma w domu – scenariusz (odc. 1)
- 1997: Sposób na Alcybiadesa – scenariusz
- 1998: Spona – scenariusz
- 2002: Kobieta z papugą na ramieniu – obsada aktorska (Henio)
- 2003: Zaginiona – scenariusz, producent wykonawczy (OAK Studio)
- 2004: Kosmici – scenariusz, dialogi
- 2004–2005: Oficer – scenariusz, producent wykonawczy
- 2006: Oficerowie – scenariusz, dialogi, producent wykonawczy
- 2007: Katyń – współpraca scenariuszowa
- 2007: Świadek koronny – scenariusz
- 2008: Trzeci oficer – scenariusz, producent wykonawczy
- 2010: Sprawiedliwi – scenariusz, producent wykonawczy
- 2011: Chichot losu – scenariusz, producent wykonawczy
- 2021: Ciotka Hitlera – scenariusz
- 2021: Krucjata. Prawo serii – scenariusz

## Teatr Telewizji
- 2003: Wampir – autor, TVP
- 2006: Norymberga – autor, TVP
- 2006: Inka 1946 – autor, TVP
- 2010: Norymberga – autor, TV Estonia Tallinn
- 2011: Dolina nicości – autor (według powieści Bronisława Wildsteina), TVP
- 2012: Komedia romantyczna – autor, TVP
- 2015: Zaręczyny – autor, TVP
- 2016: Breakout – autor, TVP
- 2017: Marszałek – autor, TVP
- 2019: Imperium – autor, TVP